# متحف الحرمين الشريفين

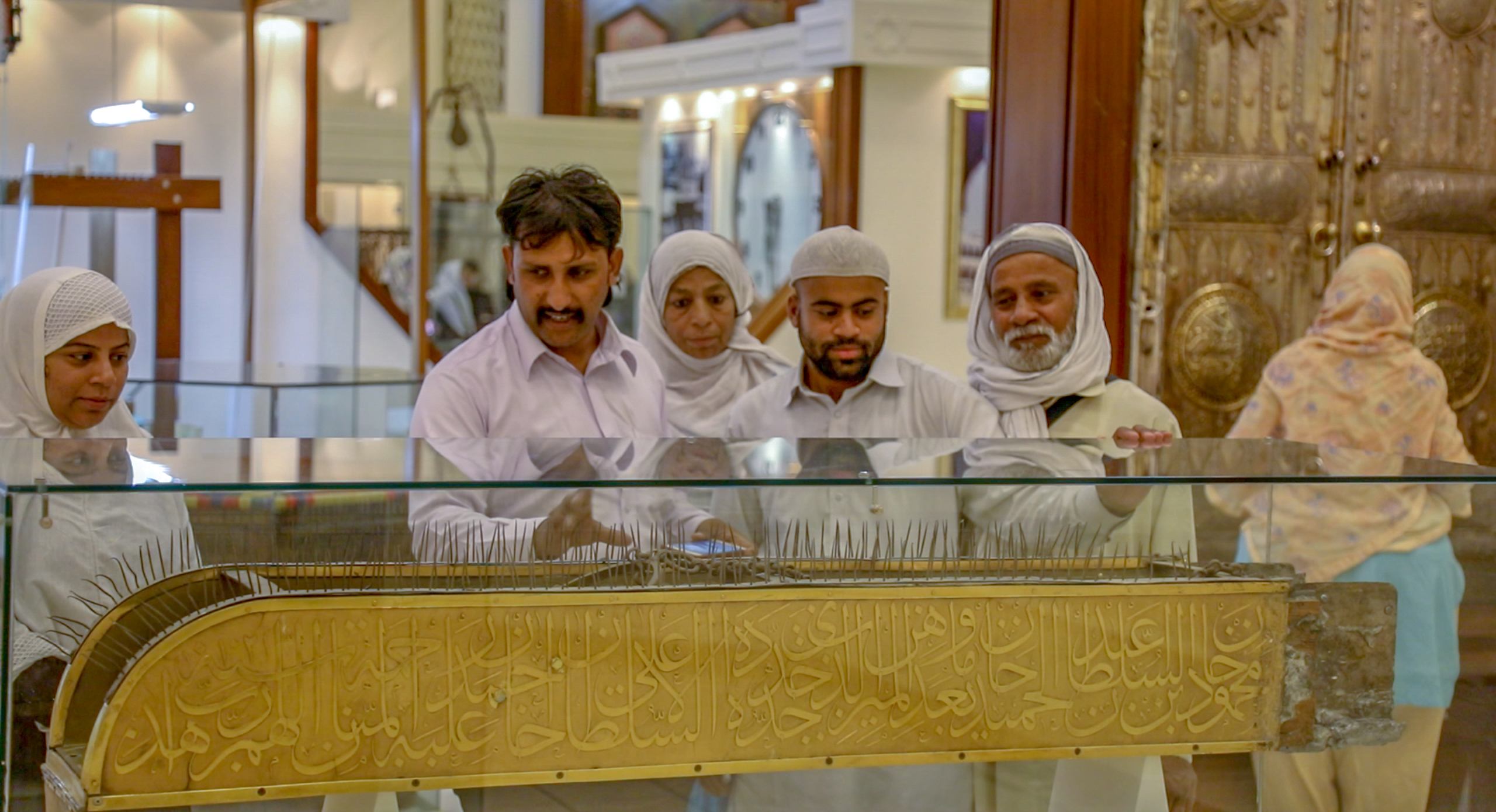
زوار حول أحد مقتنيات المتحف

متحف الحرمين الشريفين أحد متاحف منطقة مكة المكرمة، ويتبع الرئاسة العامة لشؤون المسجد الحرام والمسجد النبوي، تأسس في عام 1420 هـ / 1999، وهو معرض يعنى بالحرمين الشريفين والتطور الذي شهدته عمارتهما على مدى العصور، ويتكون المعرض من سبع قاعات تشتمل على مجسمين للحرمين الشريفين وعدد من المقتنيات المختلفة من مخطوطات ونقوش كتابية وقطع أثرية ثمينة ومجسمات معمارية وصور فوتوغرافية نادرة.

## أقسام المعرض

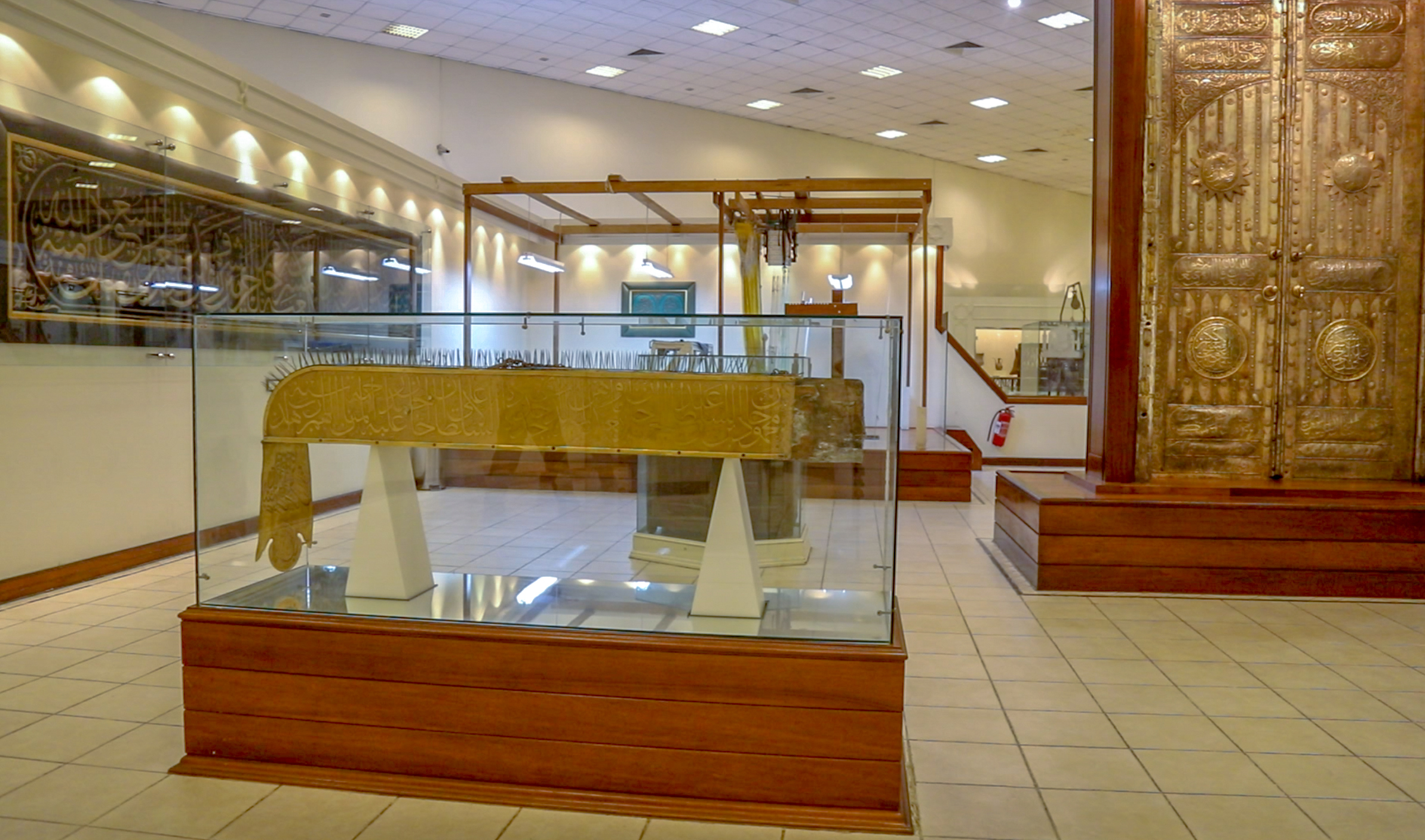
إحدى قاعات المعرض

يضم المعرض عدد من الأقسام وهي قاعة الاستقبال وقاعة المسجد الحرام وقاعة الكعبة المشرفة وقاعة الصور الفوتوغرافية وقاعة المخطوطات وقاعة المسجد النبوي وقاعة زمزم التي تضم إطار بئر زمزم المصنوع في أوائل القرن الرابع عشر الهجري، كما يحتوي المعرض على مقتنيات نادرة من أهمها أعمدة الكعبة المعظمة بقاعدتها الخشبية والتاج والتي تعود إلى عهد عبد الله بن الزبير عام 65 هـ، وقاعدة حجرية كانت تقوم عليها الأعمدة، وهلالاً نحاسياً يعود للعام 1299 هـ وهلال المنارة الرئيسة في المسجد النبوي في بداية القرن الرابع عشر الهجري وسورا نحاسيا كان يستخدم على إحدى نوافذ المسجد
النبوي الشريف والذي يعود تاريخه إلى العهد السعودي.

## النقوش المحفوظة في المتحف
- نقش دار السلامي والهمداني مؤرخ بسنة 614هـ يعتبر هذا النقش وقف لإحدى الدور التي أُوقفت على رباط رامشت، وكانت هذا الدار تقع بزقاق بازان في مكة المكرمة، ويتألف نص الحجة من عشرة أسطر، ثمانية منها داخل إطار دائري الشكل، واثنان في الهامش، وقد نُقشت على لوح بازلتي دائري الشكل قطره 34سم بخط النسخ البارز، ومؤرخ بسنة 614هـ/1217م، ويقرأ كالآتي:

«بسم الله الرحمن الرحيم هذا ما أوقف وتصدق به الفقيه حجة الدين أبو بكر بن علوي بن رسن السلامي عن موكله الناخذا إسماعيل بن عبد الرحمن بن المبارك الناطور السلامي والشيخ شمس الدين أبو بكر ابن عمر بن شهاب الهمذاني عن نفسه وثقاً وتصدقاً بجميع هذه الدار التي بزقاق بازان على رباط رامشت الشارع على الحرم الشريف كل واحد وقف نصفها مشاع وقفية صحيحة شرعية من غير ذلك فعليه لعنة الله ولعنة اللاعنين والملائكة والناس أجمعين وذلك في أواخر ذي الحجة سنة أربع عشرة وستمائة وصلى الله على محمد وآله.. عمل عبد الرحمن بن أبي حرمي عفا الله عنه وعن جميع المسلمين والمسلمات وصلى الله على سيدنا محمد وآله».
- نقش تعمير باب الحزورة يؤرخ هذا النقش لعمارة باب الحزورة الذي يعتبر من أبواب الحرم من الناحية الغربية سنة 802هـ/1399م، ويتكون من ثلاثة أسطر بالخط الحجازي اللين، ونفذ على لوح مستطيل الشكل أبعاده 85×40 سم في عهد السلطان فرج بن برقوق الجركسي ومؤرخ سنة 804هـ/1401م، ويقرأ كالآتي:

«بسم الله الرحمن الرحيم أمر بعمارة هذا الباب وما احترق من الحرم الشريف في سنة اثنين وثمانمائة مولانا السلطان الملك الناصر فرج ابن السلطان الشهيد أبا سعيد برقوق عز نصره على يد الراجي عفو ربه بيسق أمير آخور في سنة أربع وثمانمائة».
- نقش تجديد مقام إبراهيم عليه السلام يؤرخ هذا النقش لتجديد مقام إبراهيم عليه السلام في عهد السلطان الأشرف أبو النصر إينال أحد سلاطين المماليك الجراكسة (857-865هـ) والنص مؤرخ في سنة 858هـ/1454م، وقد نُقش على لوح من الرخام مستطيل الشكل أبعاده 21×20سم، ويتألف من اثنى عشر سطرابخط الثلث الحجازي، وبه اسم المباشر لهذا التجديد وهو الأمير طوغان شيخ المحمدي ناظر الحرم والحسبة، ويقرأ كالآتي:

«اللهم أختم بالخيرات يا كريم أمر بتجديد هذا المقام المبارك الجليل الفقير إلى الله تعالى مولانا السلطان الملك الأشرف أبو النصر إينال عز نصره بمباشرة الفقير إلى الله تعالى طوغان شيخ المحمدي الأشرفي ناظر الحرم الشريف والحسبة الشريفة بمكة المشرفة لطف الله به وبالمسلمين ومن ترحم عليه ومن يقول آمين بتاريخ جمادى الأول سنة ثمان وخمسين وثمان مائة».

## وصلات خارجية
- نبذة عن معرض عمارة الحرمين الشريفين
- متحف عمار الحرمين الشريفين..التاريخ ينصف منجزات الحاضر
- «متحف الحرمين» يحكي قصة أطهر البقاع